# Грифштедт
Грифштедт (нем. Griefstedt) — община в Германии, в земле Тюрингия. 
Входит в состав района Зёммерда. Подчиняется управлению Киндельбрюк.  Население составляет 289 человек (на 31 декабря 2010 года). Занимает площадь 5,06 км².